# Большелипяговское сельское поселение
Большелипя́говское се́льское поселе́ние — муниципальное образование в составе Вейделевского муниципального района Белгородской области Российской Федерации.
Административный центр — село Большие Липяги.

## История
Большелипяговское сельское поселение образовано 20 декабря 2004 года в соответствии с Законом Белгородской области № 159.

## Население
| 2010 | 2011 | 2012 | 2013 | 2014 | 2015 | 2016 | 2017 | 2018 |
| ---- | ---- | ---- | ---- | ---- | ---- | ---- | ---- | ---- |
| 893  | ↘887 | ↘880 | ↘867 | ↘854 | ↘829 | →829 | →829 | ↘825 |
| 2019 | 2020 | 2021 |      |      |      |      |      |      |
| ↘810 | ↘795 | ↗907 |      |      |      |      |      |      |

## Состав сельского поселения
| № | Населённый пункт | Тип населённого пункта       | Население |
| - | ---------------- | ---------------------------- | --------- |
| 1 | Большие Липяги   | село, административный центр | ↘608      |
| 2 | Гаплеевка        | хутор                        | ↗41       |
| 3 | Куликовы Липяги  | село                         | ↗244      |